# 117.º Congresso dos Estados Unidos
O 117º Congresso dos Estados Unidos foi a legislatura do órgão legislativo federal dos Estados Unidos, composto da Câmara dos Representantes e do Senado, que reuniu-se em Washington, DC de 3 de janeiro de 2021, durante as semanas finais da presidência de Donald Trump, até a 3 de janeiro de 2023, cobrindo os primeiros dois anos da presidência de Joe Biden.
As eleições de 2020 decidiram o controle de ambas as câmaras. Na Câmara dos Representantes, o Partido Democrata manteve a maioria (embora reduzida a partir do 116º Congresso).
No Senado, o Partido Republicano deteve brevemente a maioria no início do mandato. A 20 de janeiro de 2021, três novos senadores democratas (Jon Ossoff e Raphael Warnock da Geórgia e Alex Padilla da Califórnia) foram empossados, resultando em 50 cadeiras ocupadas por republicanos, 48 cadeiras ocupadas por democratas e duas ocupadas por independentes que concordaram maioritariamente com as decisões democratas. Efetivamente, isso criou uma divisão de 50-50, o que não ocorria desde o 107º Congresso em 2001. Com a vice-presidente Kamala Harris atuando como desempate no seu papel constitucional como presidente do Senado, os democratas têm o controle do Senado e, portanto, controle total do Congresso pela primeira vez desde o 111º Congresso encerrado em 2011.
Apesar dos Democratas tivessem apenas uma pequena minoria em ambas as casas do Congresso, em um período de extensa polarização política, o 117º Congresso é considerado por cientistas políticos como uma das sessões do Congresso mais produtivas da história dos Estados Unidos. Alguns cientistas políticos descreveram as realizações legislativas deste congresso como as mais significativas e consideráveis desde as do 89º Congresso, quando o presidente Lyndon B. Johnson passou várias políticas que ele chamou de "Grande Sociedade". As principais políticas promulgadas pelo 117º Congresso incluem o marco Inflation Reduction Act, American Rescue Plan, Infrastructure Investment and Jobs Act, Postal Service Reform Act, Bipartisan Safer Communities Act, CHIPS and Science Act, Honoring Our PACT Act, Electoral Count Reform and Presidential Transition Improvement Act e Respect for Marriage Act.

## Principais eventos
- 3 de janeiro de 2021: 117º Congresso começa oficialmente, com os democratas a controlar a Câmara e republicanos no comando do Senado.
- 5 de janeiro de 2021: As eleições de segundo turno foram realizadas na Geórgia para as eleições regulares e especiais do Senado, com os democratas vencendo ambas.[7]
- 6 de janeiro de 2021: Uma multidão pró-Trump invadiu o Capitólio, interrompendo a sessão conjunta para contar e certificar o voto do colégio eleitoral. Ao cair da noite, a multidão havia sido evacuada e a contagem dos votos retomada, com a certificação sendo oficializada por volta  das 3h do dia 7 de janeiro.[8][9]
- 13 de janeiro de 2021: Segundo impeachment de Donald Trump: A Câmara avança com pedido de destituição ao presidente Trump por incitar a invasão do Capitólio a 6 de janeiro.[10]
- 20 de janeiro de 2021: Joe Biden assumiu o cargo de Presidente dos Estados Unidos.[11][12][13]
- 20 de janeiro de 2021: Com a posse da vice-presidente Kamala Harris, junto com os assentos dos três novos senadores democratas (os dois vencedores do segundo turno da Geórgia e o substituto indicado por Harris), os democratas assumem o controle da maioria no Senado com uma divisão de 50-50 e Harris como o desempate em seu papel como presidente do Senado.[14]
- 25 de janeiro de 2021: os democratas da Câmara enviam formalmente um artigo de impeachment ao Senado.[15]
- 3 de fevereiro de 2021: A resolução de organização do Senado é aprovada, permitindo que os democratas controlem os comitês e os senadores calouros tomem as indicações dos comitês.
- 4 de fevereiro de 2021: a Câmara votou 230–199 em H.Res. 72 , removendo a Representante Marjorie Taylor Greene do 14º distrito congressional da Geórgia dos comitês da Câmara sobre Educação e Trabalho e Orçamento.[16][17]
- 9 de fevereiro de 2021: O segundo julgamento de impeachment de Donald J. Trump começou.[18]
- 13 de fevereiro de 2021: O ex-Presidente dos Estados Unidos, Donald J. Trump é absolvido pelos Senadores, no segundo  impeachment.[19][20]
- 28 de abril de 2021: Joe Biden discursou numa sessão conjunta.[21]
- 12 de maio de 2021: Os republicanos da Câmara votam para destituir Liz Cheney como presidente da conferência por criticar Donald Trump e se opor às suas tentativas de rejeitar os resultados das eleições de 2020.[22]
- 14 de maio de 2021: Elise Stefanik é eleita presidente da Conferência Republicana da Câmara.[23]
- 17 de junho de 2021: o dia 19 de junho torna-se o primeiro feriado federal recém-criado desde 1983.[24]

## Distribuição partidária

48 Democratas
2 Independentes
50 Republicanos

### Senado

221 Democratas
211 Republicanos
3 Vacantes

| Afiliação                     | Partido           | Partido           | Partido           | Total             | Vacante           |
| ----------------------------- | ----------------- | ----------------- | ----------------- | ----------------- | ----------------- |
| Afiliação                     |                   |                   |                   | Total             | Vacante           |
| Afiliação                     | Republicano       | Democrata         | Independente      | Total             | Vacante           |
| Legislatura anterior          | 52                | 46                | 2                 | 100               | 0                 |
|                               |                   |                   |                   |                   |                   |
| Início (3 de janeiro de 2021) | 51                | 46                | 2                 | 99                | 0                 |
| 20 de fevereiro de 2021       | 50                | 48                | 2                 | 100               | 0                 |
| Controlo do Senado            | Partido Democrata | Partido Democrata | Partido Democrata | Partido Democrata | Partido Democrata |

### Câmara dos Representantes
| Afiliação                     | Partido           | Partido           | Partido           | Total             | Vacante           |
| ----------------------------- | ----------------- | ----------------- | ----------------- | ----------------- | ----------------- |
| Afiliação                     |                   |                   |                   | Total             | Vacante           |
| Afiliação                     | Democrata         | Republicano       | Independente      | Total             | Vacante           |
| Legislatura anterior          | 233               | 195               | 1                 | 430               | 5                 |
|                               |                   |                   |                   |                   |                   |
| Início (3 de janeiro de 2021) | 222               | 211               | 0                 | 433               | 2                 |
| 15 de janeiro de 2021         | 221               | 211               | 0                 | 432               | 3                 |
| 7 de fevereiro de 2021        | 221               | 210               | 0                 | 431               | 4                 |
| 11 de fevereiro de 2021       | 221               | 211               | 0                 | 432               | 3                 |
| Controlo da Câmara            | Partido Democrata | Partido Democrata | Partido Democrata | Partido Democrata | Partido Democrata |

## Lideranças

### Senado
| Presidente do Senado               | Presidente do Senado                 |
| ---------------------------------- | ------------------------------------ |
|                                    |                                      |
| Mike Pence (R) até 20 janeiro 2021 | Kamala Harris (D) de 20 janeiro 2021 |

| Presidente Pro Tempore                 | Presidente Pro Tempore               |
| -------------------------------------- | ------------------------------------ |
|                                        |                                      |
| Chuck Grassley (R) até 20 janeiro 2021 | Patrick Leahy (D) de 20 janeiro 2021 |

| Líder da Maioria                        | Líder da Maioria                     |
| --------------------------------------- | ------------------------------------ |
|                                         |                                      |
| Mitch McConnell (R) até 20 janeiro 2021 | Chuck Schumer (D) de 20 janeiro 2021 |

### Câmara dos Representantes
| Presidente da Câmara |
| -------------------- |
|                      |
| Nancy Pelosi (D)     |

| Líder da Maioria |
| ---------------- |
|                  |
| Steny Hoyer (D)  |

## Congressistas

### Membros do Senado
| - Tommy Tuberville (R) - Richard Shelby (R) - Dan Sullivan (R) - Lisa Murkowski (R) - Kyrsten Sinema (D) - Mark Kelly (D) - Tom Cotton (R) - John Boozman (R) - Dianne Feinstein (D) - Kamala Harris (D), até 18 janeiro de 2021 - Alex Padilla (D), depois de 20 janeiro de 2021 - John Hickenlooper (D) - Michael Bennet (D) - Chris Murphy (D) - Richard Blumenthal (D) - Tom Carper (D) - Chris Coons (D) - Rick Scott (R) - Marco Rubio (R) - Jon Ossoff (D) - Raphael Warnock (D) - Mazie Hirono (D) - Brian Schatz (D) - Jim Risch (R) - Mike Crapo (R) - Dick Durbin (D) - Tammy Duckworth (D) - Mike Braun (R) - Todd Young (R) - Joni Ernst (R) - Chuck Grassley (R) - Roger Marshall (R) - Jerry Moran (R) - Mitch McConnell (R) - Rand Paul (R) - Bill Cassidy (R) - John Kennedy (R) - Angus King (I) - Susan Collins (R) - Ben Cardin (D) - Chris Van Hollen (D) - Elizabeth Warren (D) - Ed Markey (D) - Debbie Stabenow (D) - Gary Peters (D) - Amy Klobuchar (DFL) - Tina Smith (DFL) - Roger Wicker (R) - Cindy Hyde-Smith (R) - Josh Hawley (R) - Roy Blunt (R) | - Jon Tester (D) - Steve Daines (R) - Deb Fischer (R) - Ben Sasse (R) - Jacky Rosen (D) - Catherine Cortez Masto (D) - Jeanne Shaheen (D) - Maggie Hassan (D) - Bob Menendez (D) - Cory Booker (D) - Martin Heinrich (D) - Ben Ray Luján (D) - Kirsten Gillibrand (D) - Chuck Schumer (D) - Thom Tillis (R) - Richard Burr (R) - Kevin Cramer (R) - John Hoeven (R) - Sherrod Brown (D) - Rob Portman (R) - Jim Inhofe (R) - James Lankford (R) - Jeff Merkley (D) - Ron Wyden (D) - Bob Casey Jr. (D) - Pat Toomey (R) - Sheldon Whitehouse (D) - Jack Reed (D) - Lindsey Graham (R) - Tim Scott (R) - Mike Rounds (R) - John Thune (R) - Marsha Blackburn (R) - Bill Hagerty (R) - Ted Cruz (R) - John Cornyn (R) - Mitt Romney (R) - Mike Lee (R) - Bernie Sanders (I) - Patrick Leahy (D) - Tim Kaine (D) - Mark Warner (D) - Maria Cantwell (D) - Patty Murray (D) - Joe Manchin (D) - Shelley Moore Capito (R) - Tammy Baldwin (D) - Ron Johnson (R) - John Barrasso (R) - Cynthia Lummis (R) |

## Comités do Senado

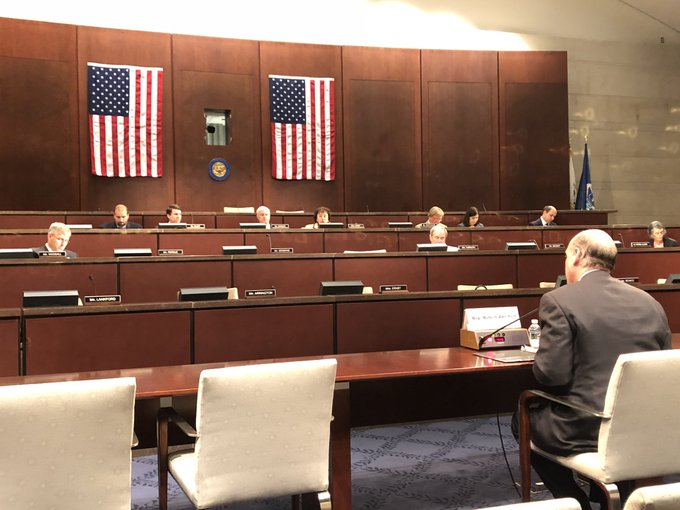
Sala do Comité do Orçamento

Sala do Comité das Forças Armadas

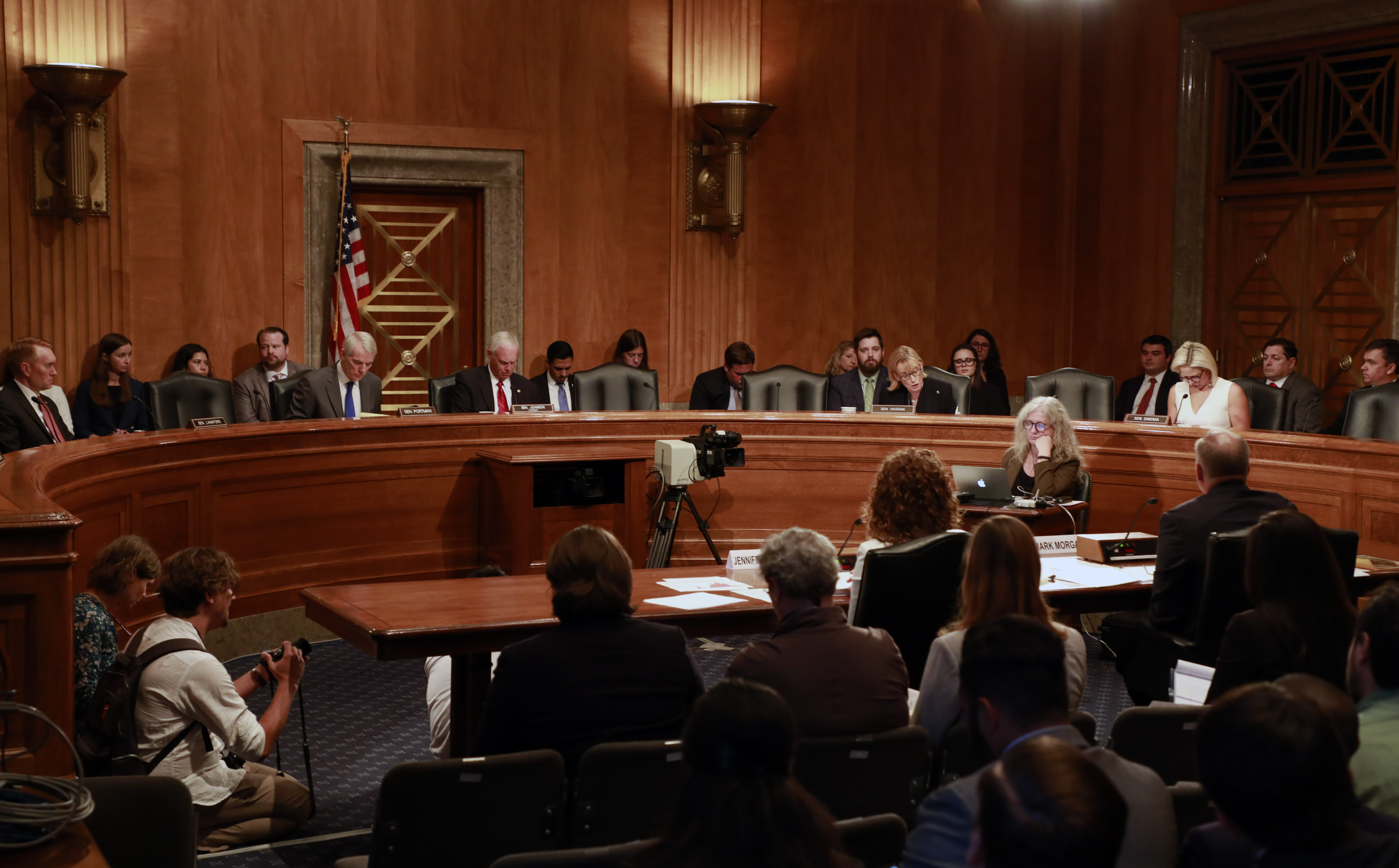
Comité da Segurança Interna e Assuntos Governamentais

Antes da aprovação de uma resolução organizadora a 3 de fevereiro de 2021, os presidentes das comissões do Senado permaneceram os mesmos do 116º Congresso. Onde a cadeira havia se retirado (como nos comitês de Agricultura , Orçamento e HELP), a cadeira estava vaga.
| Comité                                      | Presidente do comité | Partido      | Membro graduado      | Partido     | Ref           |
| ------------------------------------------- | -------------------- | ------------ | -------------------- | ----------- | ------------- |
| Envelhecimento (especial)                   | Bob Casey Jr.        | Democrata    | Tim Scott            | Republicano | [ 26 ] [ 27 ] |
| Agricultura, Nutrição e Silvicultura        | Debbie Stabenow      | Democrata    | John Boozman         | Republicano | [ 26 ] [ 27 ] |
| Dotações                                    | Patrick Leahy        | Democrata    | Richard Shelby       | Republicano | [ 26 ] [ 27 ] |
| Forças Armadas                              | Jack Reed            | Democrata    | Jim Inhofe           | Republicano | [ 26 ] [ 27 ] |
| Bancário, Habitação e Assuntos Urbanos      | Sherrod Brown        | Democrata    | Pat Toomey           | Republicano | [ 26 ] [ 27 ] |
| Despesa                                     | Bernie Sanders       | Independente | Lindsey Graham       | Republicano | [ 26 ] [ 27 ] |
| Comércio, Ciência e Transporte              | Maria Cantwell       | Democrata    | Roger Wicker         | Republicano | [ 26 ] [ 27 ] |
| Energia e Recursos Naturais                 | Joe Manchin          | Democrata    | John Barrasso        | Republicano | [ 26 ] [ 27 ] |
| Meio Ambiente e Obras Públicas              | Tom Carper           | Democrata    | Shelley Moore Capito | Republicano | [ 26 ] [ 27 ] |
| Ética                                       | Chris Coons          | Democrata    | James Lankford       | Republicano | [ 26 ] [ 27 ] |
| Finança                                     | Ron Wyden            | Democrata    | Mike Crapo           | Republicano | [ 26 ] [ 27 ] |
| Relações Estrangeiras                       | Bob Menendez         | Democrata    | Jim Risch            | Republicano | [ 26 ] [ 27 ] |
| Saúde, Educação, Trabalho e Pensões         | Patty Murray         | Democrata    | Richard Burr         | Republicano | [ 26 ] [ 27 ] |
| Segurança interna e assuntos governamentais | Gary Peters          | Democrata    | Rob Portman          | Republicano | [ 26 ] [ 27 ] |
| Assuntos indígenas                          | Brian Schatz         | Democrata    | Lisa Murkowski       | Republicano | [ 26 ] [ 27 ] |
| Inteligência                                | Mark Warner          | Democrata    | Marco Rubio          | Republicano | [ 26 ] [ 27 ] |
| Controle Internacional de Narcóticos        | Dianne Feinstein     | Democrata    | John Cornyn          | Republicano | [ 26 ] [ 27 ] |
| Judiciário                                  | Dick Durbin          | Democrata    | Chuck Grassley       | Republicano | [ 26 ] [ 27 ] |
| Regras e Administração                      | Amy Klobuchar        | Democrata    | Roy Blunt            | Republicano | [ 26 ] [ 27 ] |
| Pequenos negócios e empreendedorismo        | Ben Cardin           | Democrata    | Rand Paul            | Republicano | [ 26 ] [ 27 ] |
| Assuntos de Veteranos                       | Jon Tester           | Democrata    | Jerry Moran          | Republicano | [ 26 ] [ 27 ] |